# Dumbéa

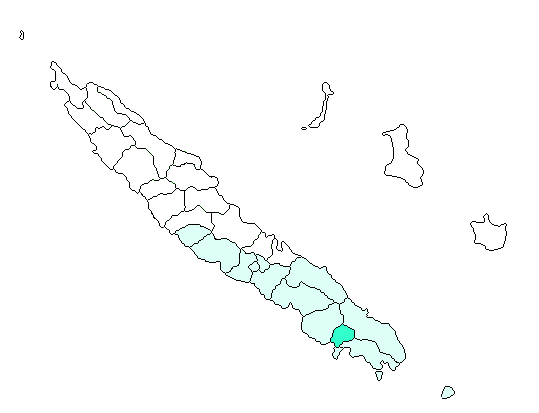
Situació de Dumbéa

Dumbéa és un municipi francès, situat a la col·lectivitat d'ultramar de Nova Caledònia. El 2009 tenia 24.103 habitants. Forma part de l'aglomeració de Nouméa. El seu nom deriva del canac djubéa, que designa a l'àrea tradicional on es troba i el riu que travessa el territori.

## Evolució demogràfica
| Població de Dumbéa (1956-2009) | Població de Dumbéa (1956-2009) | Població de Dumbéa (1956-2009) | Població de Dumbéa (1956-2009) | Població de Dumbéa (1956-2009) | Població de Dumbéa (1956-2009) | Població de Dumbéa (1956-2009) | Població de Dumbéa (1956-2009) | Població de Dumbéa (1956-2009) | Població de Dumbéa (1956-2009) |
| ------------------------------ | ------------------------------ | ------------------------------ | ------------------------------ | ------------------------------ | ------------------------------ | ------------------------------ | ------------------------------ | ------------------------------ | ------------------------------ |
| Població                       | 284                            | 463                            | 1.304                          | 4.191                          | 5.538                          | 10.052                         | 13.888                         | 18.602                         | 24.103                         |
| Any                            | 1956                           | 1963                           | 1969                           | 1976                           | 1983                           | 1989                           | 1996                           | 2004                           | 2009                           |

## Composició ètnica
- Europeus 40,5%
- Canacs 19,4%
- Polinèsics 26,5%
- Altres, 13,6%

## Història
Cap al 1868 es va fixar el perímetre de la ciutat per ordre del governador Guillain. El 3 d'abril i el 16 de novembre de 1875 es dictaren dos decrets establint una oficina de registre i designant els registradors, al mateix temps que es constituïa la Comissió Municipal. Tot i així, no esdevindrà un municipi de ple dret fins al 1961, i Víctor Fayard serà el primer alcalde amb aquest títol
Avui, Dumbéa forma part de l'aglomeració del Gran Nouméa. La major part de la població es concentra als barris de Koutio i Auteuil, totalment integrats al teixit urbà de l'aglomeració, i és on hi ha la piscina municipal, els centre educatius i l'hipermercat, així com les infraestructures sanitàries. També hi ha zones d'activitat a Dumbéa-sur-mer i Cœur-de-ville.

## Administració
| Període   | Identitat         | Partit          |
| --------- | ----------------- | --------------- |
| 1961-1967 | Víctor Fayard     |                 |
| 1967-1974 | Maurice Gane      |                 |
| 1974-1977 | Robert Fessard    |                 |
| 1977-1979 | Charles Fayard    |                 |
| 1979-1983 | Emmanuel Nicaisse |                 |
| 1983-2008 | Bernard Marant    | Avenir ensemble |
| 2008-     | Georges Naturel   | RPCR            |

## Agermanaments
- Frejús
- Bessières (Alta Garona)
- Punaauia
- Lifou